# Buldogue catahoula
Bulldog catahoula é um tipo de cão americano meio-sangue criado pelo cruzamento do cão leopardo de catahoula e buldogue americano.
Atualmente, eles não são considerados uma raça pura por qualquer grande organização de criadores.

## Aparência
O buldogue catahoula é um cão de tamanho médio a grande, pesando 34 - 45,3 kg (75-100   Libra).  A altura é de 55 a 66  cm (20-26 polegadas) na cernelha.
Tem a constituição muscular do buldogue americano, com a pele firme e um pelo muito curto e liso. Normalmente não tem subpêlo, mas em climas sazonais ou mais frios pode-se desenvolver. Os buldogues catahoula vêm em uma ampla variedade de cores: branco, preto e branco, preto, marrom claro, marrom e branco e às vezes até preto e marrom, com ou sem merle.
Os olhos podem ser de um castanho suave a escuro, âmbar, azul, verde esmeralda, dourado ou uma combinação destes em casos de heterocromia.  Orelhas podem ser em rosa ou em botão e às vezes são cortadas. Suas caudas também estão às vezes ancoradas.

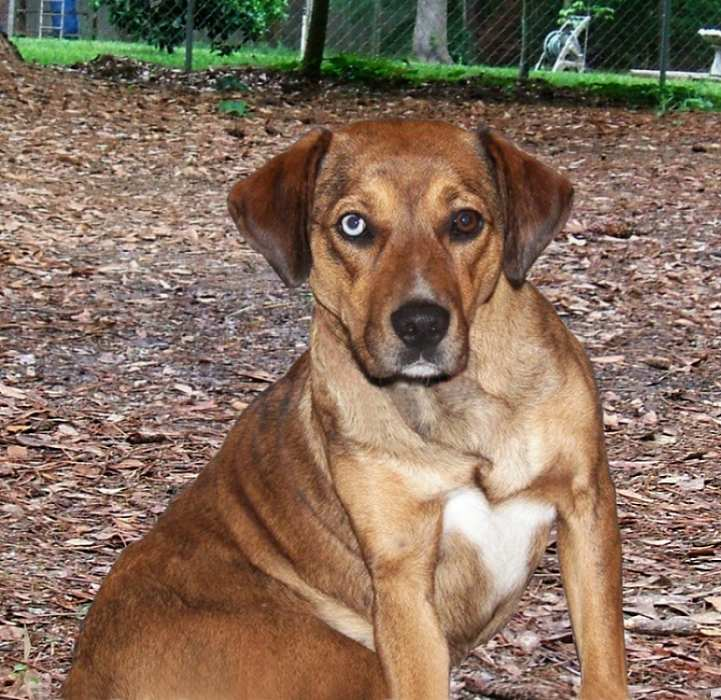
Uma fêmea buldogue catahoula com heterocromia ocular

## Temperamento
Embora utilizado como um cão de caça, trabalho e guarda, bulldogs Catahoula são frequentemente animais de companhia.  Dizem que são leais e protetores de sua família, mas muito calmos e observadores de seu ambiente.

### Pastoreio e caça
O resultado da combinação das duas raças foi um cão grande, robusto e inteligente, com maior utilidade na caça e pastoreio.
No pastoreio, os buldogues catahoula têm as habilidades naturais do Catahoula Leopard Dog, usando intimidação para o rebanho em ranchos e fazendas. Na captura de porcos, esse meio-sangue é forte e inteligente para captura de porcos.  Como um cão de caça de ursos, bulldogs catahoula excede, tendo o tamanho e a agressividade do buldogue americano, bem como a inteligência e capacidade de caça do Catahoula Leopard Dog. Do buldogue americano, o cruzamento adquiriu a grande força na mandíbula, o tronco mais pesado e pernas mais robustas.

## História
Bulldogs Catahoula já existem há mais de 100 anos, encontrados principalmente no sul dos Estados Unidos. É relatado que os pecuaristas queriam um cão de dupla finalidade para pastorear e capturar porcos, bem como para caçar ursos.  Enquanto o Cão Leopardo de Catahoula era muito habilidoso em atrair um porco para um corredor, então escapando pelo fundo, não era grande ou robusto o suficiente para pegar um porco sozinho. O buldogue americano tinha o tamanho e peso extra, além de ser um excelente cão de captura com uma mandíbula forte, enquanto o Cão Leopardo de Catahoula tinha inteligência, velocidade, resistência e instintos de caça e pastoreio.
Buldogues catahoula são um exemplo entre muitos do nicho de cães meio-sangue de trabalho (em oposição a " cães meio-sangue " selecionados pela aparência) que estão em desenvolvimento.  Outros (muitas vezes com nomes pseudo-arcaicos) são o Olde English Bulldogge (reconhecido como uma raça pelo UKC) e o Ca de Bou ("salvo" da extinção por extenso intercruzamento com outras raças), entre outros, cruzamentos mais experimentais.

## Galeria

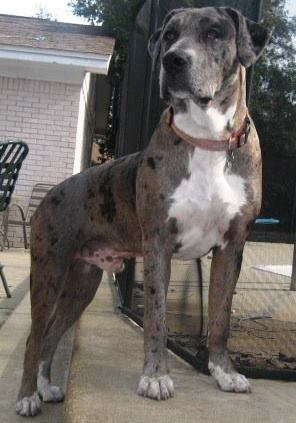
Um macho merle azul merle 50/50
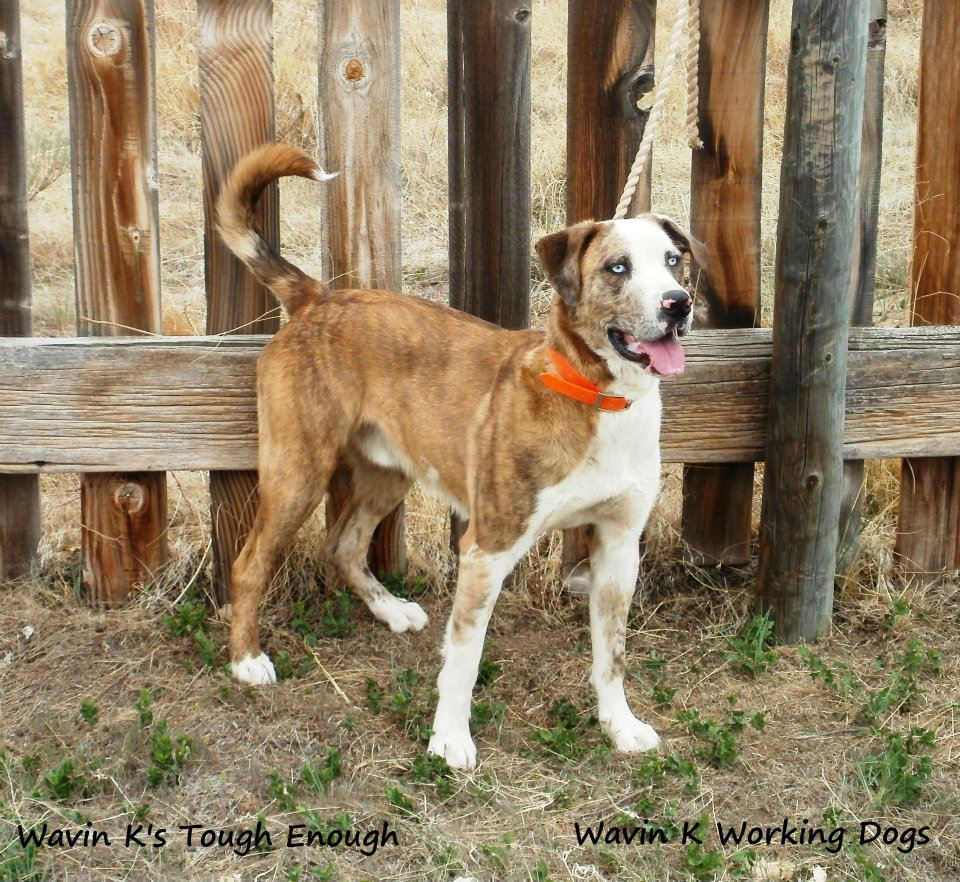
Um buldogue Catahoula 50/50
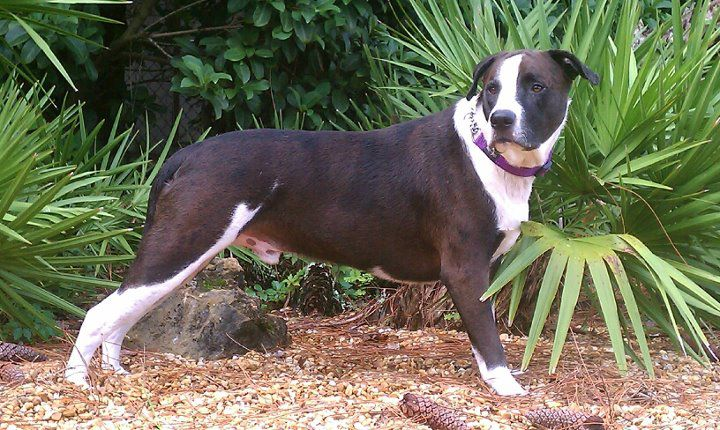
Um buldogue Catahoula macho 75/25
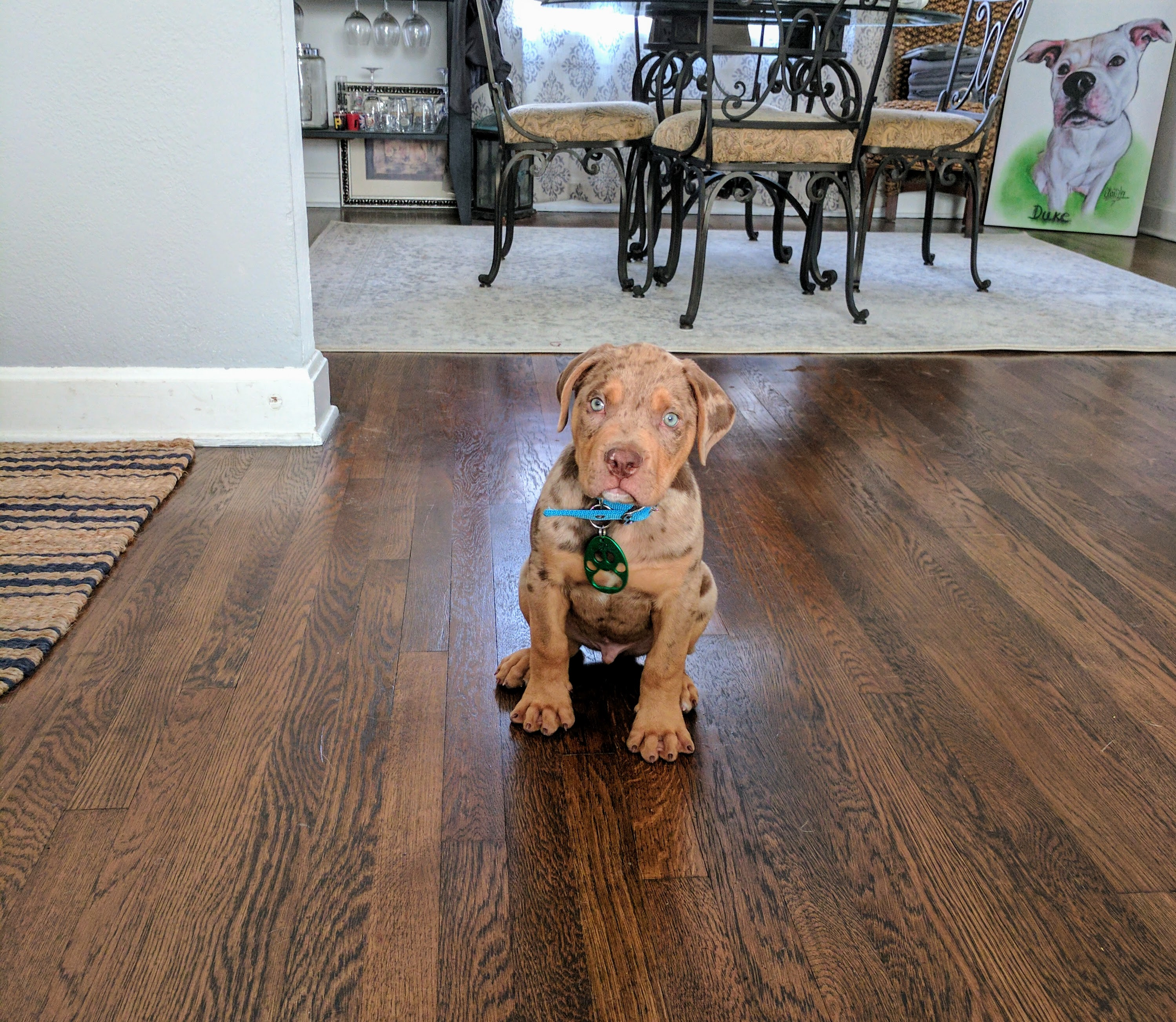
Um macho de 11 semanas de idade
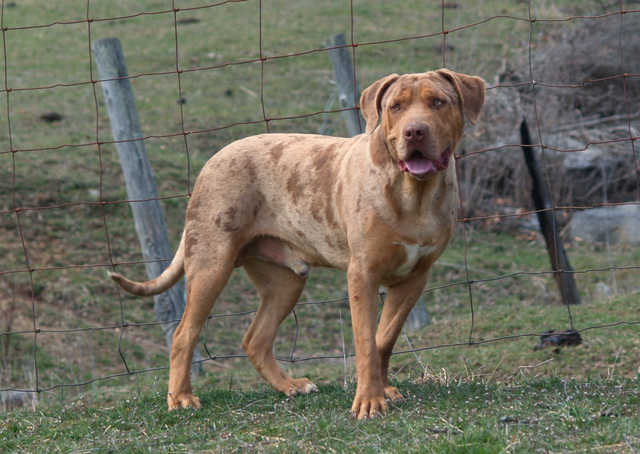
Um macho 50/50
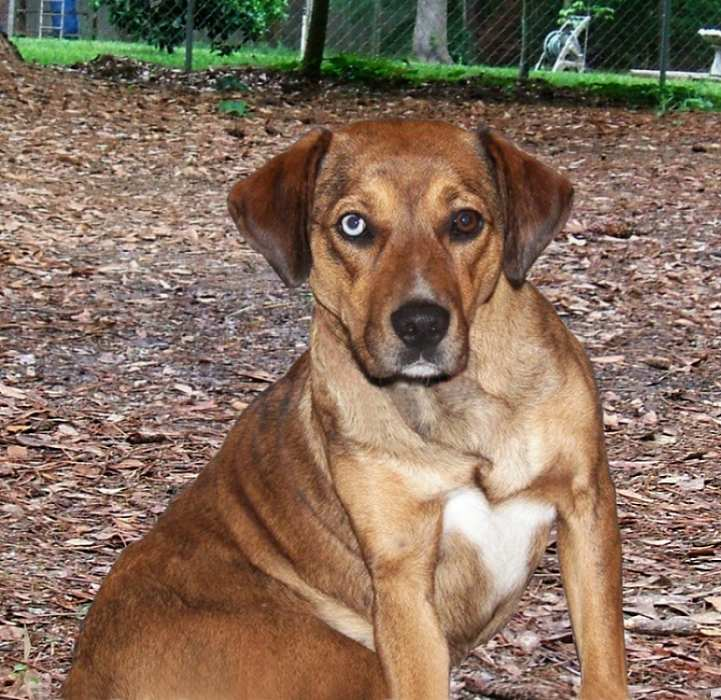
Uma fêmea 75/25